# Дамба
ДП-62 Дамба је совјетски обалски самоходни вишецевни бацач ракета. Израђен је на бази чувеног совјетског вишецевног бацача ракета БМ-21.

## Историјски развој
Развој комплекса ДП-62 започет је покренут је одлуком Савета Министара №999-362 31. децембра 1969. године. Главни реализатор пројекта био је НПО Сплав из града Туле. Затим је 1980. године комплекс ДП-62 Дамба уведен је у наоружање совјетске војске и започето је са његовом серијском производњом..

## Опис конструкције
Основни задатак комплекса ДП-62 је да порази диверзантске снаге противника на обалној линији и улазима у поморске базе и луке где су смештени бродови. У састав система ДП-62 улазе:
1. Борбена машина БМ-21ПД;
2. Транспортна машина 95ТМ с комплектом стандардизованих преграда 9Ф37М;
3. Комплект техничке опреме 95ТО;
4. Невођеном ракетном муницијом ПРС-60.

| ПРС-60                   |        |
| Основне карактеристике   |        |
| Калибар, мм:             | 122    |
| Даљина гађања, км:       | 0,3..5 |
| Дужина муниције, мм:     | 2756   |
| Замах стабилизатора, мм: | 250    |
| Маса експлозива, кг:     | 20     |

Борбено возило БМ-21П представља посебно унапређену верзију возила БМ-21. За разлику од БМ-21 борбених возила БМ 21ПД је опремљен исправљачем напајања и може да користити електричну енергију не само из сопствених генератора, већ и са индустријске мреже под напоном од 380 волти.
Паљба се може вршити како из кабине возила, тако и даљински са великог растојања од возила као на оригиналном моделу БМ-21 Град. Машина може да ради у два режима: аутономном и коришћењем сонара.
Утовар пакета муниције врши се ручно са земље или помоћу транспортне машине 95ТМ опремљене стандардизованим преградама 9Ф37М. Транспортно возило којим се обавља превоз овог система је ЗиЛ-131 камиона који може може да носи 40 ракета..

Пројектил ЦП-60 је у стању да погоде о мање подморнице од 3 до 200 метара дубине, са безрикошетним гађањм у распону од 0,3 до 5 км. Поред тога, постоји могућност уништење подводних диверзаната, ова ракета је опремљен специјалним врхом који јој то омогућава. Вероватноћа поготка једног диверзанта током једног половичног плотуна (то је 20 ракета) износи 99%..

## Модификације
- ДП-62 — базна модификација
- ДП-62Э — извозна варијанта